# De Zonnehof
De Zonnehof – het Rietveldpaviljoen: Een Tijdloze Kunsthal
De Zonnehof, beter bekend als het Rietveldpaviljoen, was de allereerste kunsthal van Nederland en heeft die bijzondere rol tot op de dag van vandaag weten te behouden. Dit architectonische meesterwerk, ontworpen door de beroemde Gerrit Rietveld in de stijl van het Nieuwe Bouwen, opende zijn deuren op 12 september 1959. Rietveld ontwierp niet alleen het gebouw maar ook bijpassende meubels en vitrines, waarmee hij zijn visie op kunst en functionaliteit volledig tot uitdrukking bracht. Je vindt dit iconische pand in de Utrechtse stad Amersfoort.

## Gebouw
Het gebouw is een eenvoudiger uitvoering van Rietvelds eerste ontwerp uit 1956. Het wit met blauwe pand is gebouwd met een repeterende basismaat van drie meter. Het gebouw is achttien meter in het vierkant en zes meter hoog. Het heeft een plat dak met een bovenlicht. De buitenmuren zijn opgetrokken in rechtlijnige vlakken van geglazuurde baksteen afgewisseld met grote vensterpartijen. Binnen is op drie meter hoogte een gaanderij aangebracht.

## Functie en historie
Bijna vijftig jaar lang diende de Zonnehof als gemeentelijke kunstzaal en bood het een podium aan moderne kunst in de vorm van beeldhouwkunst, schilderijen ensieraden. Na een periode van leegstand werd het gebouw in 2013 weer nieuw leven ingeblazen als kunstencentrum, mede dankzij de inzet van Terts Brinkhoff, oprichter van theaterfestival De Parade. In 2014 organiseerde hij naast het Rietveldpaviljoen The Real Showman's Fair, een kleinschalige versie van theaterfestival De Parade.
Vanaf oktober 2019 blies 033fotostad, een centrum voor fotografie en beeldcultuur, het gebouw nieuw leven in. En gaf het gebouw de impuls die het nodig had om weer de kunsthal te zijn zoals Gerrit Rietveld en Burgemeester Molendijk het voor ogen hadden. 
Dit jaar (2024) viert het paviljoen haar 65-jarig bestaan, waarmee het bewijst dat het nog altijd een centrale plek inneemt in de wereld van kunst en cultuur.
Met deze rijke geschiedenis en unieke architectuur is het  Rietveldpaviljoen. de Zonnehof een blijvende inspiratiebron voor kunstliefhebbers en een eerbetoon aan Rietvelds vooruitstrevende visie.

## Tentoonstellingen (selectie)
- 2024 - 2025 - Hoeveel geluk kan een stad hebben - 65 jaar Rietveldpaviljoen!
- 2024 - Paradijsvogels - expositie straatfotografie met ruim 70 werken van Willem Wernsen
- 2017 - De Stijl voorbij. Gerrit Rietveld en de jaren vijftig (met Architectuurcentrum FASadE)[5]
- 2013 - Nieuw Amersfoorts Palet, rond een eeuw Amersfoortse kunst (met Museum Flehite)
- 2008 - Het vuur voorbij - Armando en Raffael Rheinsberg
- 2006 - Zetel, ontwerpen rond het thema 'stoel'
- 2004 - Wintergasten, afscheidsexpositie van Paul Coumans als directeur
- 1999 - Pieter Holstein, tekeningen
- 1997 - Sieraden, de keuze van Amersfoort (in samenwerking met Galerie Marzee)
- 1993 - Hoogspanning Levensgevaarlijk, over de architectuur van het transformatorhuisje
- 1972 - Sieraad 1900-1972, overzichtstentoonstelling rond het thema sieraad

## Afbeeldingen

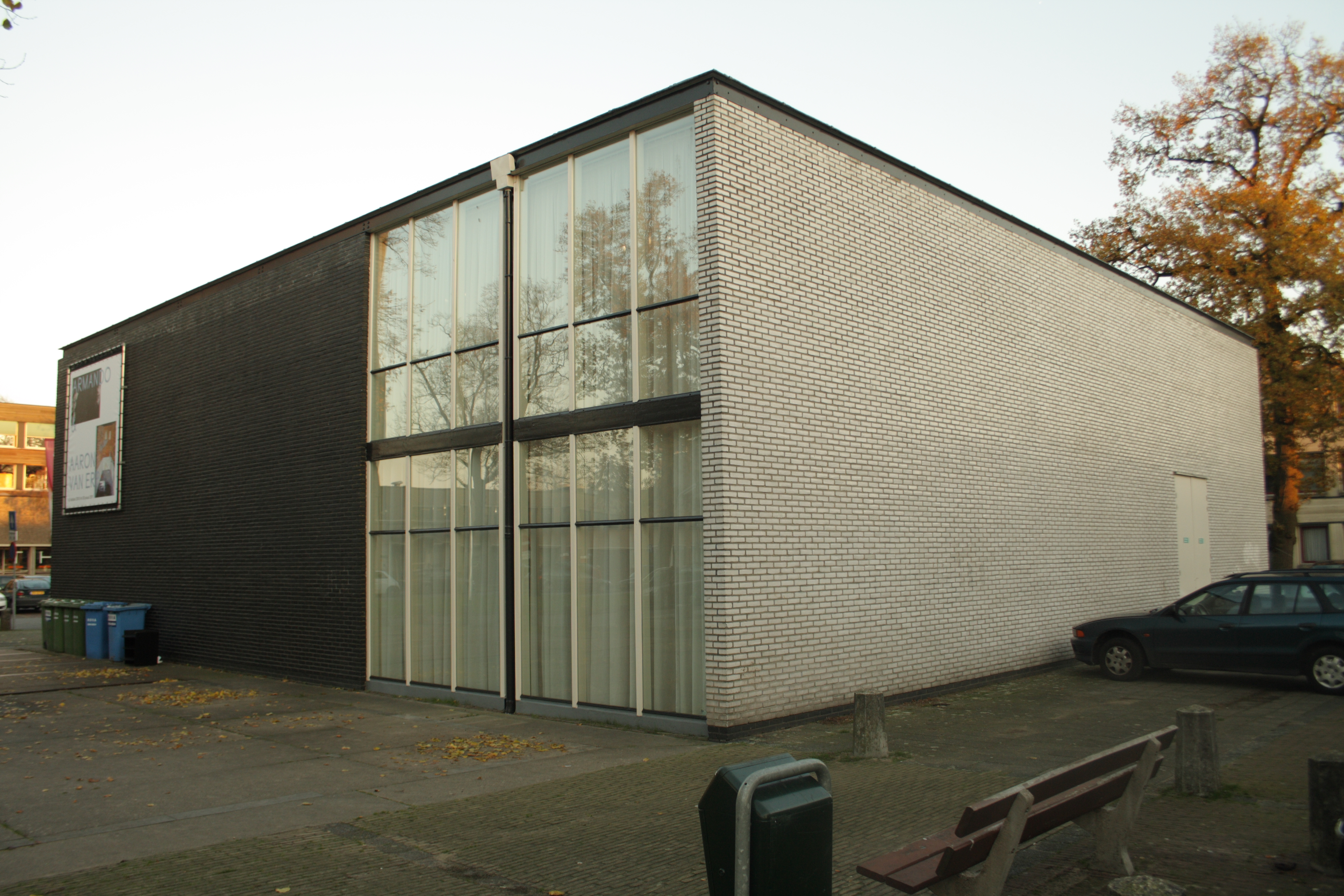
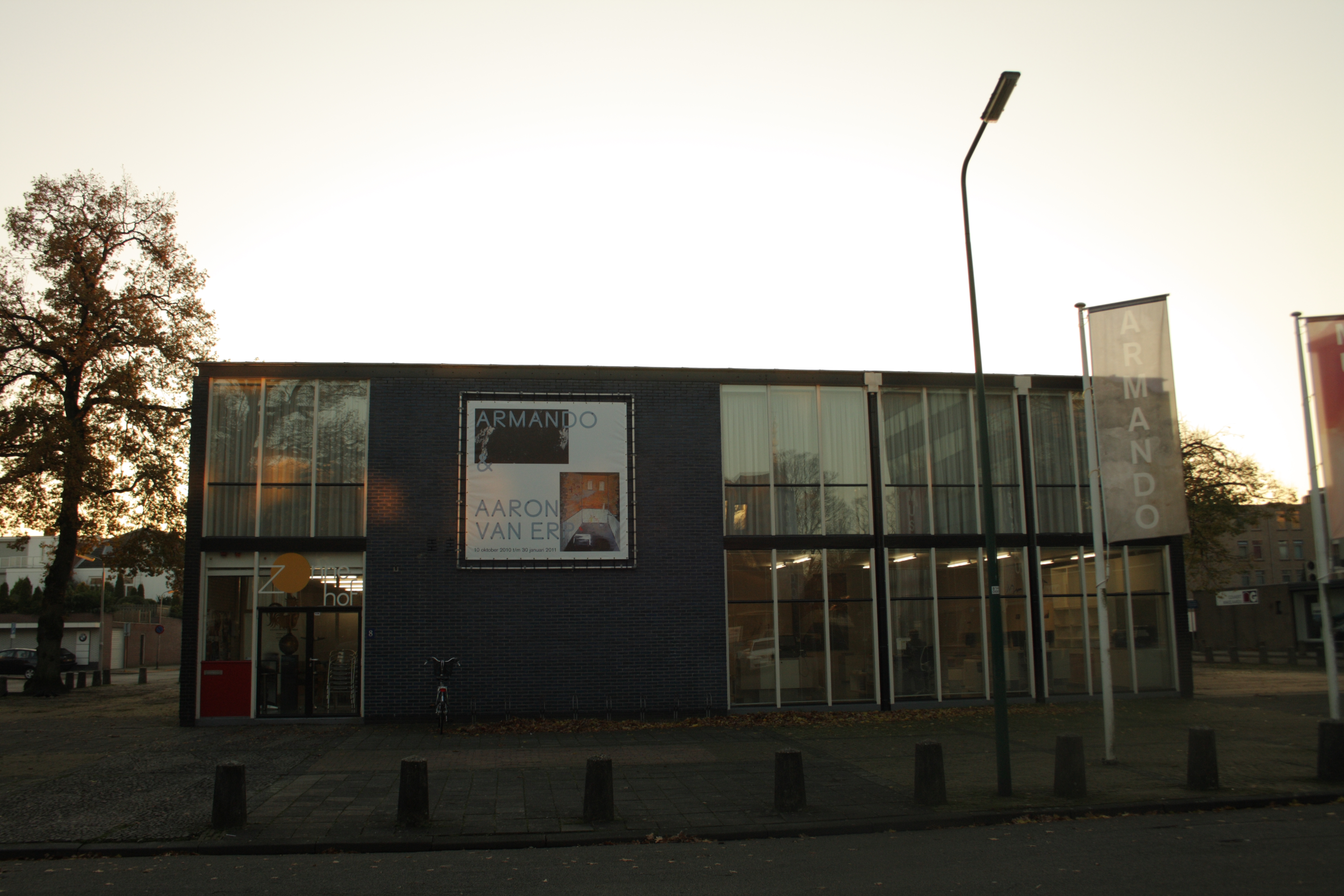
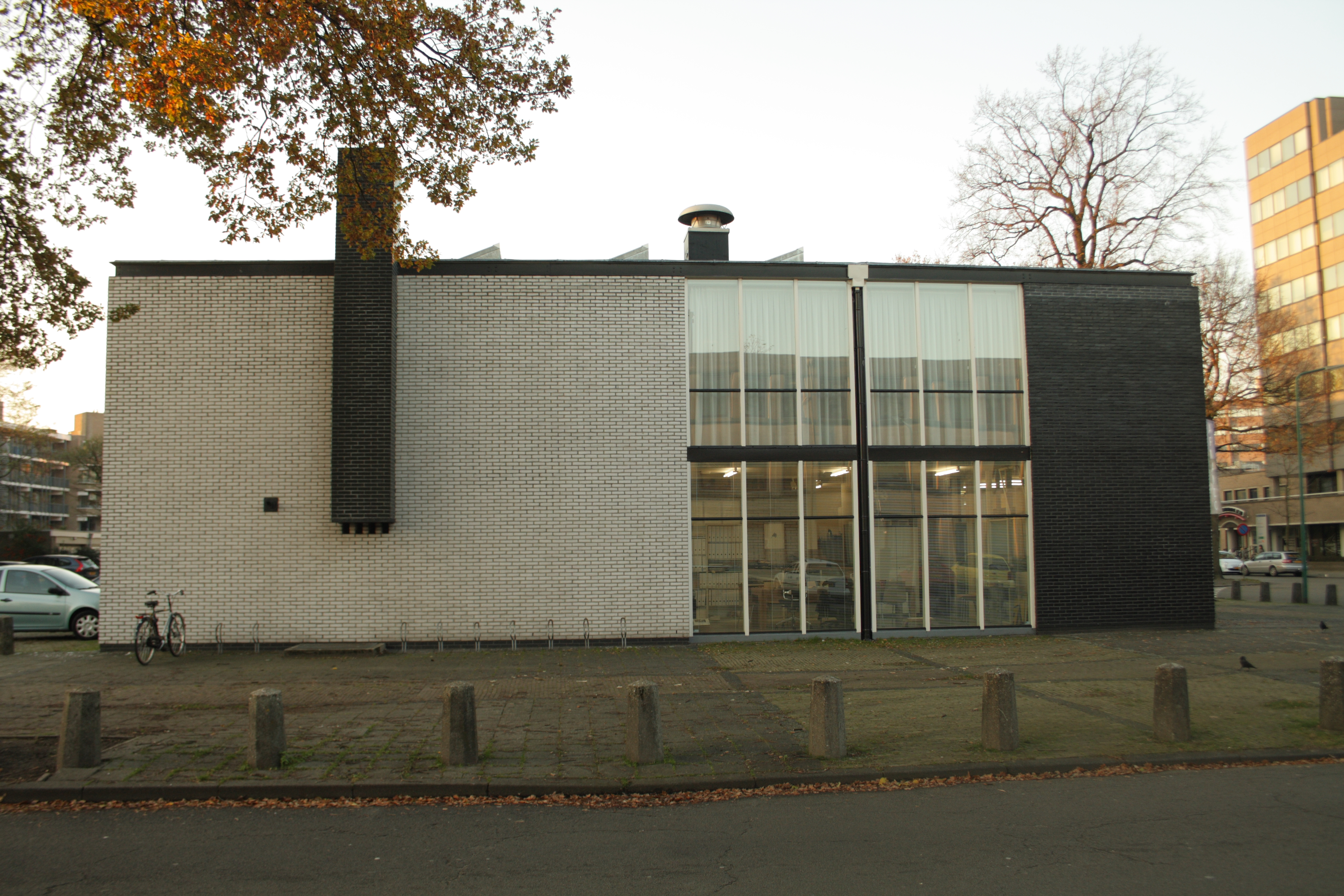

- Virtual International Authority File: 354149106018168490759